# قائمة التوثيقات
قائمة التوثيقات هي دليل المساعدة لتجميع المنتجات الموثَقة، (e.g.قانون البناء). حيث أنه عند تجميع منتج معتمد، تتم مقارنته مع هذة الوثيقة للتأكد من ان تركيب المنتج تم وفقًا للتعليمات.عادةً، المنتجات أو العناصر المطلوب تثبيتها أو استخدامها يتم تجميعها وقفًا لقائمة التوثيقات لتكون آمنة للاستخدام.قوائم التوثيق يتم إصدارها من منظمات والتي عادةٌ ما تكون معتمدة على المستوى القومي لإجراء الاختبار وعمل شهادة المنتج، وفقًا للمعاير المعتمدة وطنيًا.

## الوصف
قائمة التوثيقات هي دليل المساعدة في تجميع المنتجات الموثقة. بعد الانتهاء من التجميع، يتم مقارنة المنتج للقائمة للتأكد من انها مطابقة للتعليمات(قانون البناء). غالبًا، المنتجات أو العناصر المطلوبة –من قانون، باطل للضمان، أو أي مسميات أخرى- يتم تثبيتها أو استخدامها وفقًا لشهادات توثيق تابعة لجنس المنتج إذا تخضع تلك المنتجات أو العناصر لشهادة المنتج ويجب ان يتم استخدامها بطريقة وأسلوب معين لتكون آمنة للاستخدام.

## المنظمات
قوائم التوثيق يتم وضعه عن طريق منظمات والتي غالبًا ما تكون معتمدة قوميًا للقيام باختبار المنتج والأمور المتعلقة بشهادته، وفقأ للمعاير المعترف بها قوميًا. ال«يو إل» أو شهادات منظمة السلامة تكون موجودة بشكل شائع على المنتجات التي يتم بيعها في الولايات المتحدة.

## مثال على اختبار باب الحرائق
الصور التالية توضح مثال لاختبار حريق ناجح والذي نجح في اضافته لقائمة اليو إل أو تقييمه عل أنه يضمن الحماية من الحريق لمدة ثلاث ساعات. يتم تعريض منتج بأكمله للنار لمدة محددة من الوقت لكل هدف من الاختبار. يلحق التعريض للنار، يتم رش الباب بالماء. ابواب الحريق أو مخمدات الحرائق مٌشتقة من حواجز الحرائق الموجودة فيها، باب الحريق الذي ضمن الحماية لمدة ثلاث ساعات متواصلة مقبول استخدامه حوائط تصل نسبه حمايتها من الحريق لأربع ساعات. لأنه عندما يتم تركبيه في حائط يتحمل الحريق لمدة اربع ساعات، يتم تعريضة لاختبار تحمل قوة تيار الماء والذي يصل قوته ل45 رطل لكل بوصة مربعة(31 نيوتن لكل سنتيمترمربع).

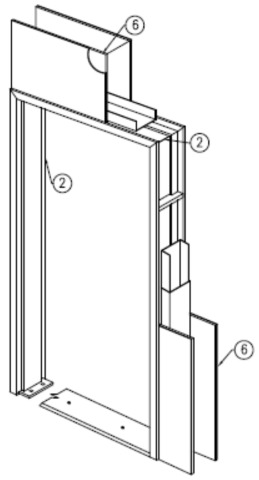
رسمة لتشريح باب الحرائق
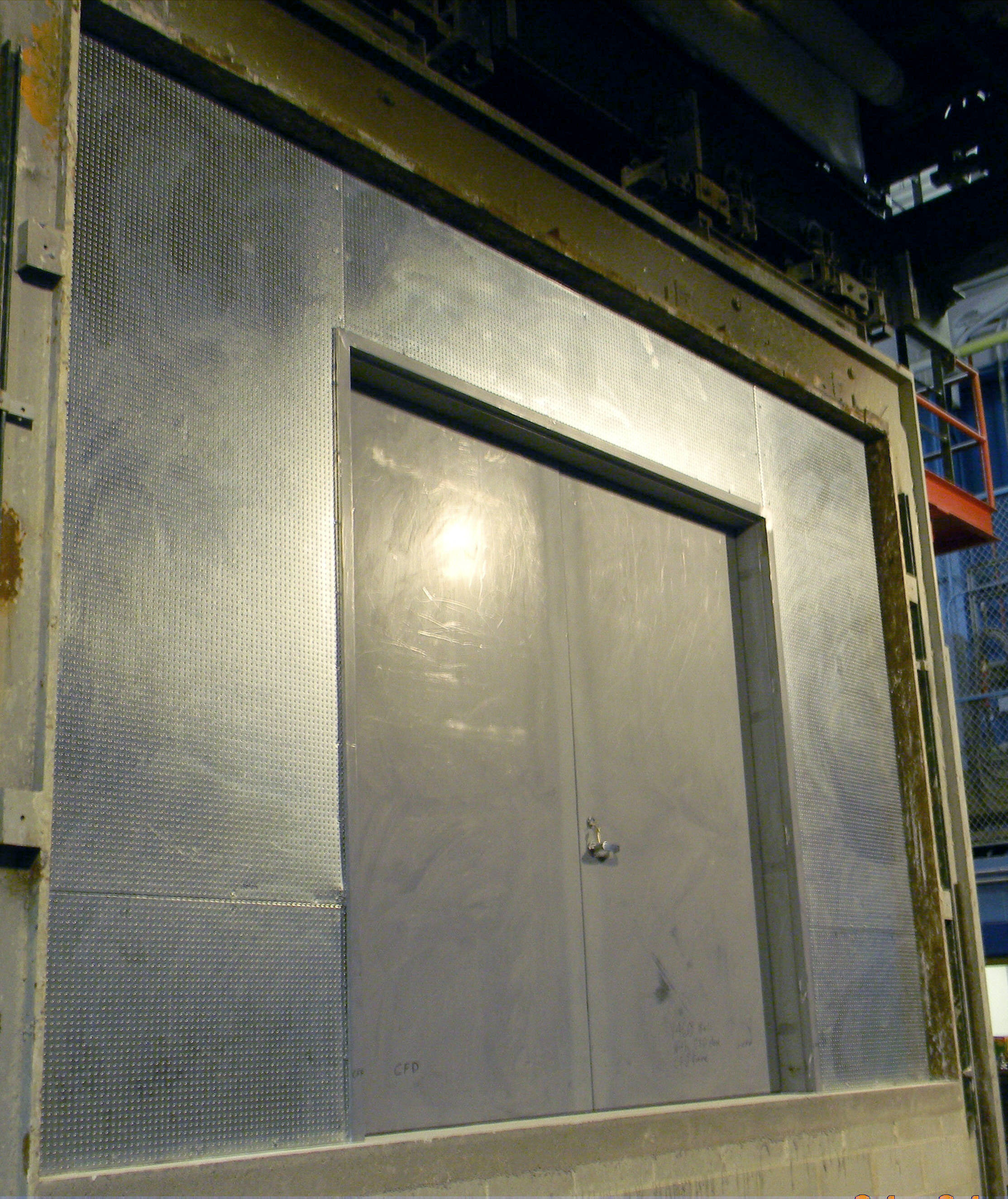
مني كليا لفصل النار مع باب مزدوج
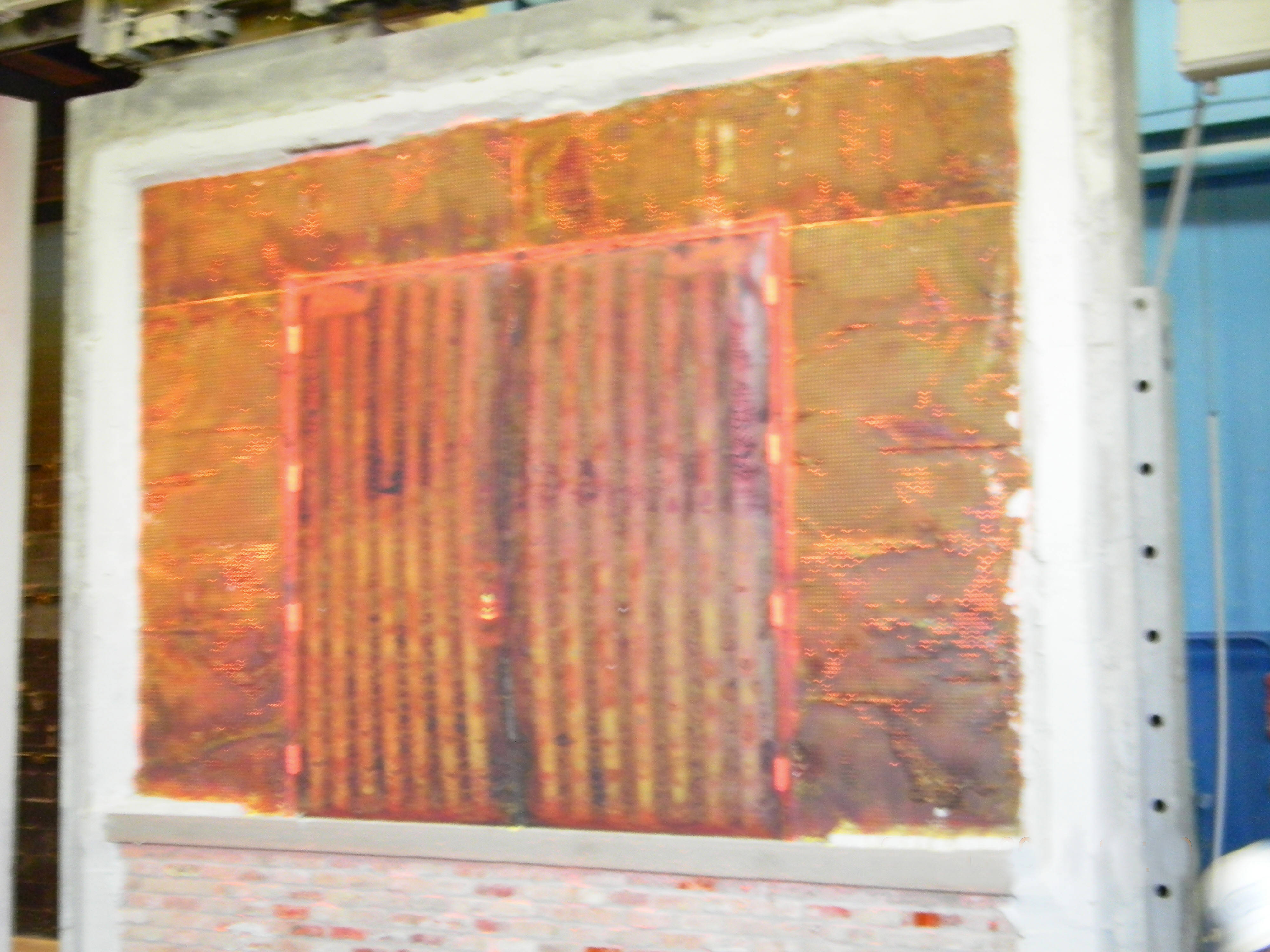
عينة الأختبار بعد ثلاث ساعات متواصلة من التعريض المباشر للنار
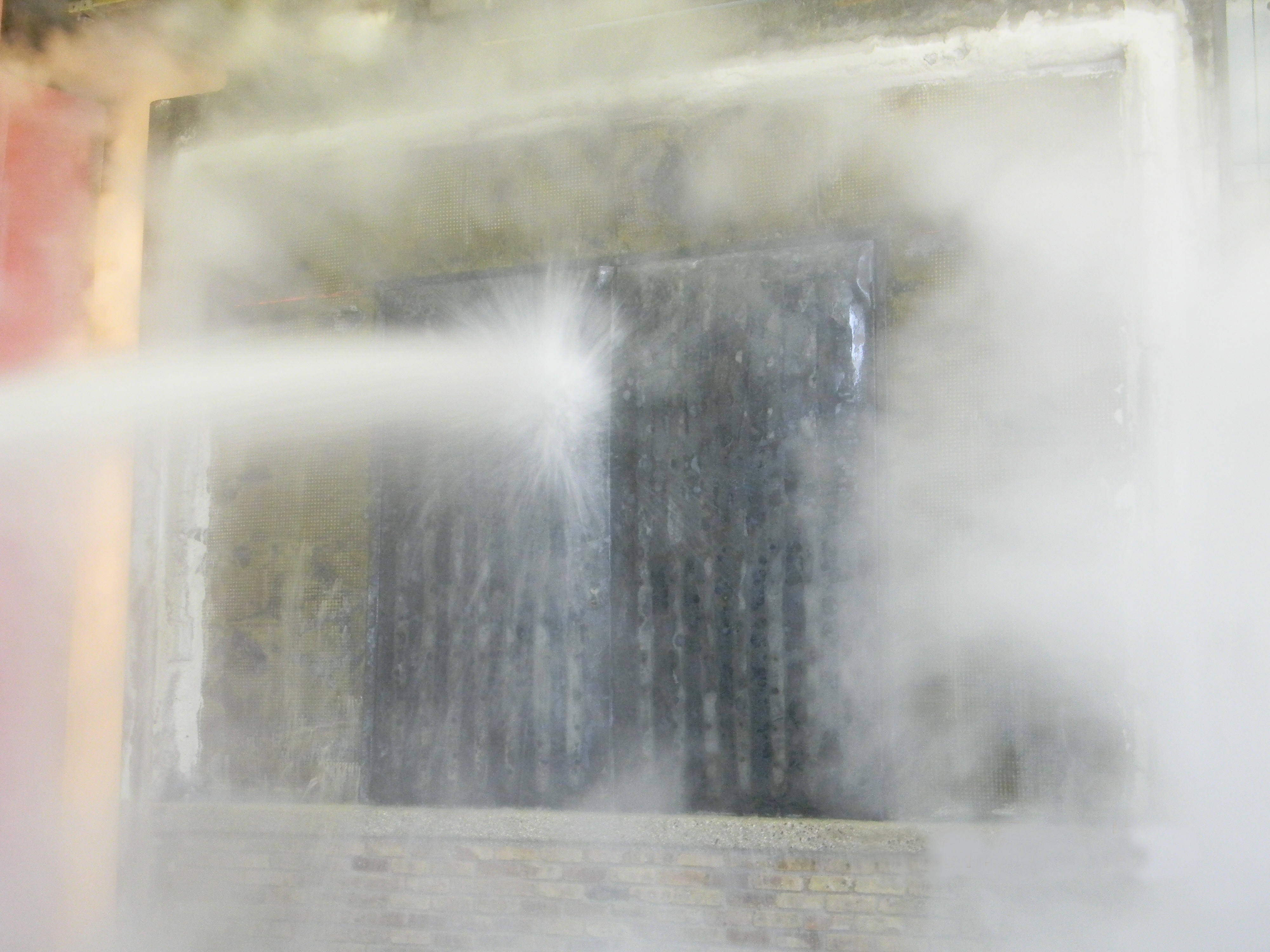
رش العينه بما يقترب 24 بوصة مربعة من المياه بعد التعريض المباشر للنار

## روابط خارجية
- German Building Product Approvals – Online Directory
- DIBt treatise on certification listings (approvals)
- DIBt accreditation of certification and testing organisations in Germany
- National Standards System (NSS) Roadmap, by The Standards Council of Canada (scc.ca)
- ANSI Directory of Accredited Product Certification Bodies, Applicants and Suspended Certification Bodies
- ANSI treatise why one should seek accreditation
- Online Certifications Directory from Underwriters Laboratories
- Online ULC Certifications Directory
- ULC Glossary on Certification, Listings and Approvals
- Catalog of Compostable Products Certified by the Biodegradable Products Institute
- FM Approvals, a member of the FM Global Group
- Online Certified Listing Directory